# Samsung Galaxy S8
Samsung Galaxy S8 (SM — G950F / SM — G955F) — смартфон восьмого поколения линейки Galaxy S компании Samsung Electronics.
Представлен 29 марта 2017 года на Galaxy Unpacked 2017 в Нью-Йорке.
Модель отличается расширенным экраном, отсутствием кнопки «домой» и заменой её, как называет компания, «невидимой кнопкой» (она находится под стеклом, и передаёт тактильные ощущения вибрацией, подобно iPhone 7), сканером радужной оболочки глаза, технологией распознавания лиц, сканером отпечатков пальцев, который перекочевал на заднюю панель рядом с камерой в связи с отсутствием кнопки «домой», пыле- и влагозащитой по стандарту IP68 (следовательно, смартфон может находиться до 30 минут на глубине до 1,5 метра). 
Технология профессиональных зеркальных камер Dual Pixel 12 МП OIS (F1.7) + 8 МП (F1.7) с АФ. 
Металл и 3D — стекло, изогнутое с двух сторон (спереди и сзади). 
Также оснащён новым голосовым интеллектуальным ассистентом Bixby.
Имеется быстрая беспроводная зарядка.
В 2017 году Samsung Galaxy S8 возглавил рейтинг лучших смартфонов по версии портала TechRadar.

## Технические данные

Логотип серии Samsung Galaxy S

### Аппаратное обеспечение
Samsung Galaxy S (серия)
Смартфон обладает 64-битным восьмиядерным процессором Exynos 8895V (в европейской версии). В версии для Северной Америки, Вьетнама и Чернигова установлен восьмиядерный 64-битный процессор Qualcomm Snapdragon 835, который так же выполнен по 10-нм техпроцессу. В качестве графического процессора установлен Mali-G71 MP20/Adreno 540. Модуль камеры на 12 мегапикселей, объектив диафрагмой f/1,7, размер пикселя 1,4 мкм, фазовый автофокус с технологией Dual Pixel и оптическая стабилизация. Разрешение фронтальной камеры составляет 8 мегапикселей. Габариты смартфона: 148,9 х 68,1×8 мм — Galaxy S8, 159,5 х 73,4×8,1 мм — Galaxy S8 Plus. Вес: 152 г — Galaxy S8, 173 г — Galaxy S8 Plus
В гаджетах используется дисплей, выполненный по технологии Super AMOLED с разрешением 1440x2960 пикселей и соотношением сторон 18,5:9 а не 16:9, как в предыдущих моделях. Дисплей смартфона обладает показателем плотности пикселей 570 ppi (пикселей на дюйм) для S8 и 529 ppi для S8+.

### Программное обеспечение
Операционная система Android 7.0 Nougat с интерфейсом Samsung Experience. В 2018 году обновлен до Android 8.0 Oreo.
В апреле 2021 года Samsung Galaxy S8 и S8+ получил обновление до Android 11 Red Velvet Cake с интерфейсом One UI 3.1.

## Проблемы

### Баланс белого
До официального релиза сообщалось, что некоторые дисплеи Galaxy S8 имели плохой баланс белого, из-за чего они демонстрировали красноватый оттенок. Samsung заявил, что Galaxy S8 был «оснащен адаптивным дисплеем, который оптимизирует цветовой диапазон, насыщенность и резкость в зависимости от окружающей среды», но отметил, что операционная система устройства предоставляет настройки для ручной настройки внешнего вида дисплея и баланса белого. 21 апреля компания Samsung заявила, что красный оттенок является чисто программной проблемой и будет исправлен в будущем обновлении. Investor сообщил, что Samsung заменит поврежденные устройства, если обновление программного обеспечения не устранило проблему. Обновления в различных регионах начали внедряться в начале мая, исправляя проблему.

### Случайные перезапуски
В конце апреля 2017 года появились сообщения о том, что некоторые устройства Galaxy S8 «перезагружаются». Samsung пока не комментирует проблему.

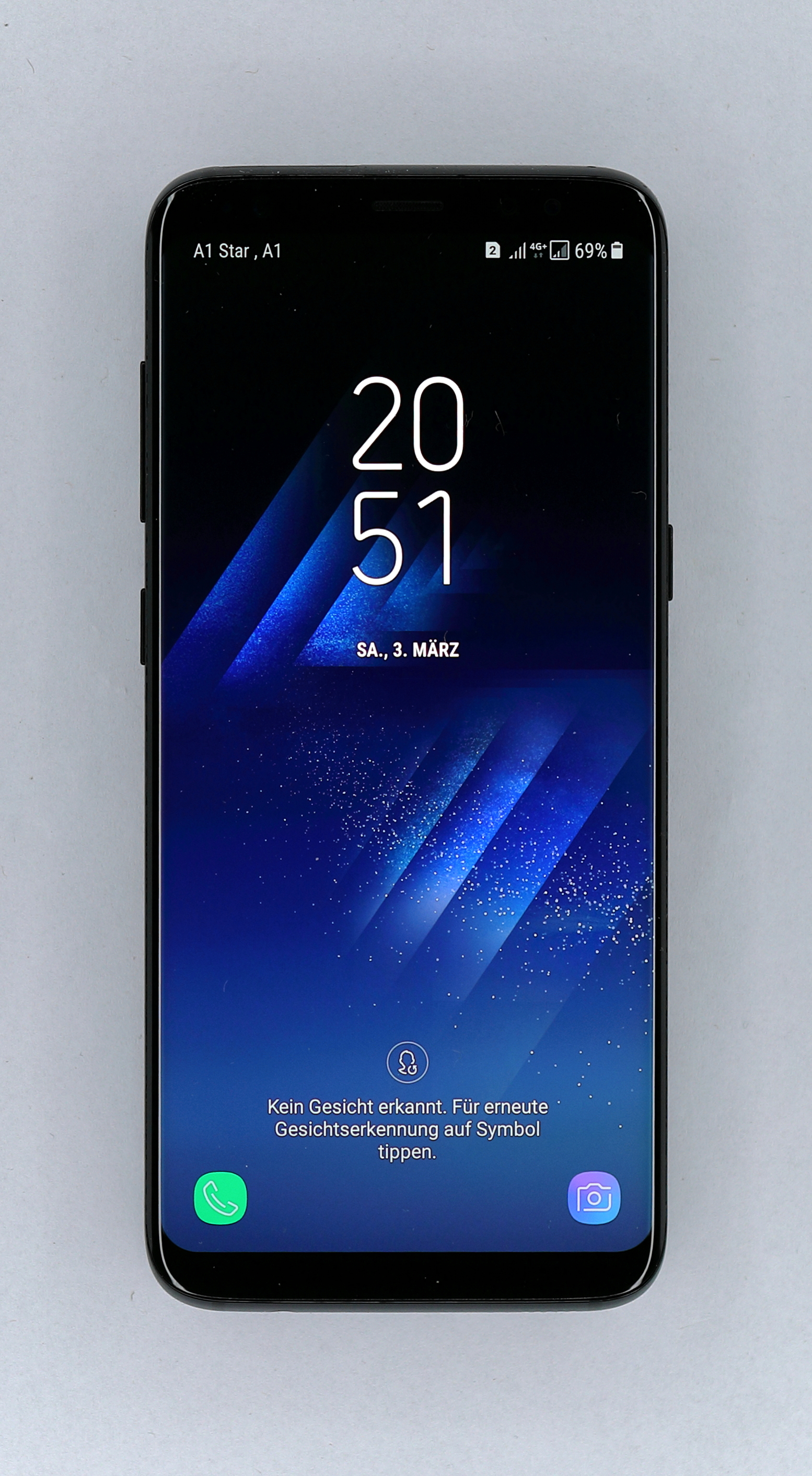
Экран распознавания лица

### Небезопасное распознавание лиц
Вскоре после открытия телефона блогеры выпустили видео, показывающее, что сканер распознавания лиц Galaxy S8 можно обмануть, чтобы разблокировать телефон, показав ему фотографию пользователя.
В заявлении Business Insider представитель Samsung заявил, что «Распознавание лиц — это удобное действие, чтобы открыть ваш телефон — аналогично действию „провести пальцем для разблокировки“. Мы предлагаем самый высокий уровень биометрической аутентификации — отпечатков пальцев и радужной оболочки — для блокировки телефона и авторизации доступа к Samsung Pay или Secure Folder».

### Небезопасное распознавание радужной оболочки
В мае 2017 года исследователи из компьютерного клуба Chaos опубликовали видео, показывающее, что систему распознавания радужной оболочки S8 можно обмануть контактной линзой и подходящей фотографией глаза. Компания Samsung сообщила BBC News, что она «осведомлена об этой проблеме», и заявила, что «в случае потенциальной уязвимости или появления нового метода, который ставит под сомнение наши усилия по обеспечению безопасности в любое время, мы ответим как можно быстрее, чтобы решить вопрос".

### Сбои приема SMS-сообщений
В октябре 2017 года пользователи Galaxy S8 сообщили на Reddit, что они не могли получать SMS-сообщения, без исправлений и без каких-либо комментариев от Samsung.